# Moro (província)

Mapa histórico da província.

Província Moro  (em castelhano:  Provincia Mora, em inglês:  Moro Province) é uma antiga província das Filipinas criada durante a ocupação estadunidense consistindo das antigas províncias/regiões de Zamboanga, Lanao, Cotabato, Davao e Jolo.  Foi posteriormente dividida em províncias / regiões organizadas sob o Departamento de Mindanao e Sulu, juntamente com as antigas províncias de Agusan, Surigao e atual província de Bukidnon, mas excluindo Lanao.